# Candor Colles
Candor Colles és un grup de turons del quadrangle Coprates de Mart, situat amb les coordenades planetocèntriques a -6.57 ° latitud N i 284.7 ° longitud E. Té 37.38 de diàmetre i va rebre el nom d'un tret albedo. El nom va ser aprovat per la UAI el 18 de setembre de 2012. El terme "Colles" és utilitzat per turons petits o knobs.